# فؤات گونر
فؤات گونر (ترکی استانبولی: Fuat Güner؛ زادهٔ ۱ آوریل ۱۹۴۸) هنرپیشه، آهنگساز، خواننده، بازیگر تئاتر، و بازیگر سینما اهل ترکیه است. او در سال ۲۰۰۱ برای اولین بار در فیلمی بازی کرد.